# Tarbes
Tarbes (pronúncia em francês: [taʁb], Tarba em occitano) é uma comuna francesa no departamento dos Altos Pirenéus, na região de Occitânia. A sua população (em 1999) é de 46 275 habitantes.
Foi conhecida como Turba ou Tarba durante o período romano.
É atualmente servida pelo Aeroporto de Tarbes-Lourdes-Pirenéus.

## Património
- Catedral de Notre-Dame-de-la-Sède
- Jardim de Massey
- Fonte monumental da Praça de Marcadieu
- Estátua equestre dedicada ao Marechal Foch

## Eventos
- Durante o século 20, Tarbes esteve na rota do Tour de France em 1933, 1934, 1951, 1975, 1978, 1987, 1993 e 1995.
- A 14ª etapa do Tour de France de 2001 partiu de Tarbes.
- A 11ª etapa do Tour de France de 2006 partiu de Tarbes.
- A 9ª etapa do Tour de France de 2009 terminou em Tarbes. O vencedor da etapa foi Pierrick Fédrigo, sendo Rinaldo Nocentini o detentor da camisa amarela após o término da etapa.
- O Tour de France 2015 foi programado para ter Tarbes como ponto de partida para a 10ª etapa, com destino ao Col de la Pierre St Martin, no dia 14 de julho.
- O torneio Les Petits As, com sede em Tarbes, é uma importante competição internacional de tênis para jovens de 12 a 14 anos.

## Tour de France

### Chegadas
- 2009 :  Pierrick Fédrigo

## Ensino superior
- Institut national polytechnique de Toulouse